# Sikorsky Aircraft
Sikorsky Aircraft Corporation je ameriški proizvajalec helikopterjev in v preteklosti tudi letal. Podjetje je ustanovil Igor Sikorski leta 1925, sedež je v Stratfordu, Connecticut. Sikorsky je bil do leta 2015 podružnica od UTC, United Technologies Corporation, zatem pa v lasti podjetja Lockheed Martin, ki ga je odkupil.

## Zrakoplovi

### Letala
- Sikorsky S-29-A (1924)
- Sikorsky S-30 (1925)
- Sikorsky S-31 (1925)
- Sikorsky S-32 (1926)
- Sikorsky S-33 (1925)
- Sikorsky S-34  (1927)
- Sikorsky S-35 (1926)
- Sikorsky S-36 (1927)
- Sikorsky S-37 (1927)
- Sikorsky S-38 (1928–1933)
  - Sikorsky RS (USN RS)
- Sikorsky S-39(1929–1932)
- Sikorsky S-40 (1931)
- Sikorsky S-41 (1931) (USN RS-1)
- Sikorsky S-42 (1934–1935)
- Sikorsky S-43 (1935–1937)
- Sikorsky VS-44 (1937)
- Sikorsky S-45 (1938)

### Helikopterji
- VS-300/S-46 (1939)
- Sikorsky S-47 (R-4): (1940)
- Sikorsky S-48 (R-5/H-5) (1943)
- Sikorsky S-49 (R-6)
- Sikorsky S-51 (1946)
- Sikorsky S-52 (H-18/HO5S) (1947)
- Sikorsky S-53 (XHJS-1) (1947)
- Sikorsky S-55 (1949)
- Sikorsky S-56 (1953)
- Sikorsky S-58 (1954)
- Sikorsky S-59 (XH-39) (1953)
- Sikorsky S-60 (1959)
- Sikorsky S-61 (1959)
  - Sikorsky SH-3 Sea King (1959)
  - Sikorsky CH-124 Sea King (1963)
  - Sikorsky S-61R (1963)
- Sikorsky S-62 (1958)
- Sikorsky S-64 Skycrane (1962)
  - Sikorsky CH-54 Tarhe (1962)
- Sikorsky S-65, CH-53 Sea Stallion (1964)
  - Sikorsky CH-53E Super Stallion (1974)
  - Sikorsky CH-53K King Stallion
  - Sikorsky MH-53 (1967)
- Sikorsky S-66
- Sikorsky S-67 Blackhawk  (1970)
- Sikorsky S-68
- Sikorsky S-69 (1973)
- Sikorsky S-70: (1974)
  - Sikorsky HH-60 Jayhawk
  - Sikorsky HH-60 Pave Hawk
  - Sikorsky SH-60 Seahawk
  - Sikorsky UH-60 Black Hawk
- Sikorsky S-71
- Sikorsky S-72 (1975)
- Sikorsky S-73
- Sikorsky S-74
- Sikorsky S-75 (1984)
- Sikorsky S-76 (1977)
- Sikorsky S-80
- Sikorsky S-92 in vojaški H-92 Superhawk (1995)
  - CH-148 Cyclone
- Sikorsky S-97 Raider (2010)
- Sikorsky S-300C (1964)
  - Sikorsky Firefly
- Sikorsky S-333 (1992)
- Sikorsky S-434 (2008)
- Sikorsky X2 (2008)

### Drugi zrakoplovi
- Sikorsky XBLR-3: bombnik (1935-1936)
- Sikorsky XSS: leteči čoln (1933)
- Boeing-Sikorsky RAH-66 Comanche - stealth helikopter
- Sikorsky S-57/XV-2: eksperimentalni zrakoplov, ni bil zgrajen
- Sikorsky Cypher: brezpilotno letalo (1992)
- Sikorsky Cypher II:
- Vertical Take-Off and Landing Experimental Aircraft - VTOL zrakoplov

### Drugo
- UAC TurboTrain (1968)[3]
- Sikorsky ASPB Jurišni patruljni čoln(1969)[4]

## Galerija
- Sikorsky S-20
- Sikorsky S-25
- Sikorsky XSS
- H-34 Choctaw
- Canadian CH-124 Sea King
- CH-54 Tarhe
- CH-53E Super Stallion
- UH-60 Black Hawk
- Sikorsky S-76
- Sikorsky S-92